# 宇都宮市立西小学校

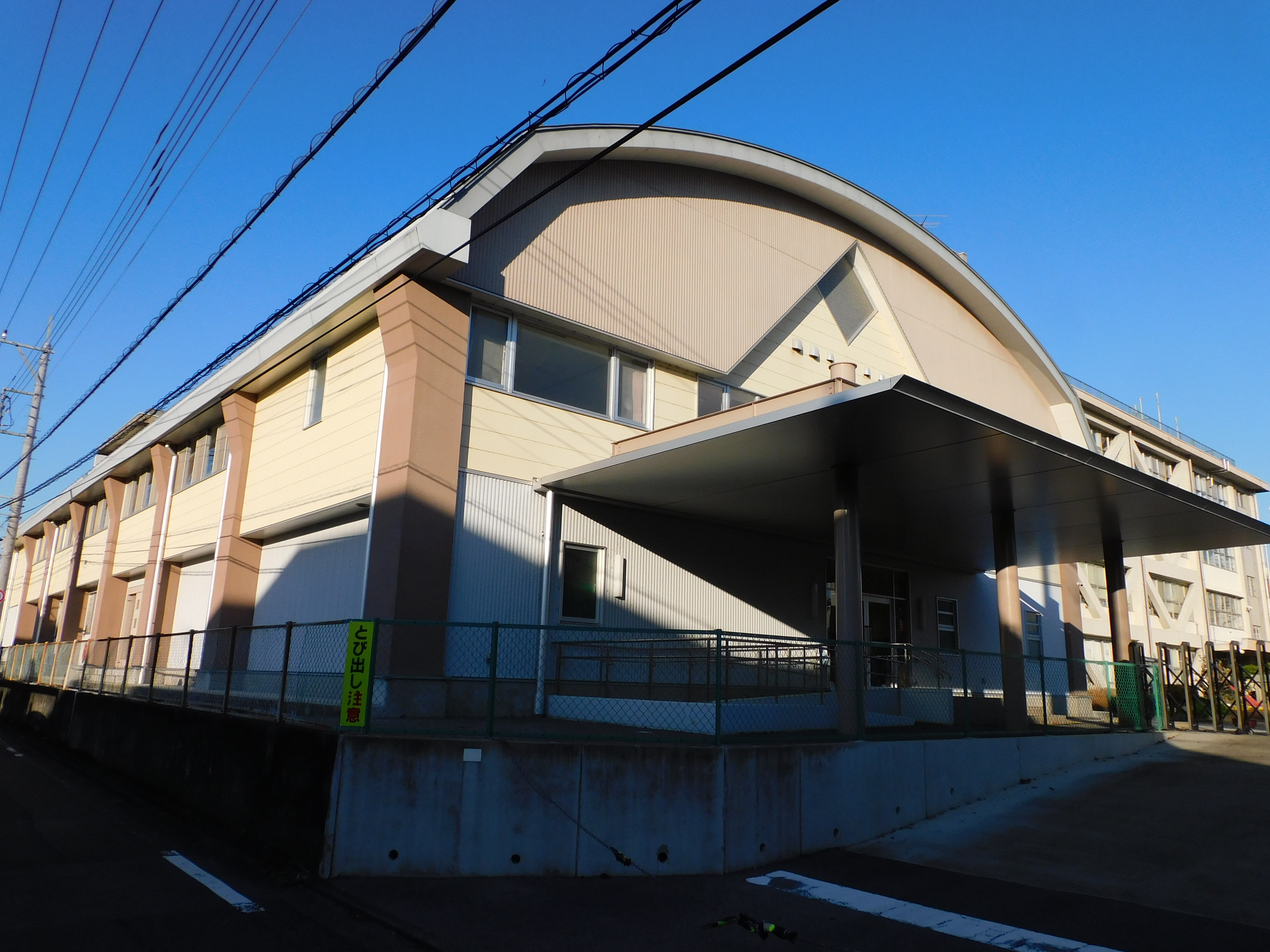
体育館

宇都宮市立西小学校（うつのみやしりつにししょうがっこう）は、栃木県宇都宮市西一丁目にある公立の小学校である

## 概要
西小学校には、難聴学級が設置されており、聴覚障害児童と健常児童共に学び合い、理解し合い、人間としてお互いに成長していける「学びの場」を作っていく方針がである。
2020年（令和2年）4月時点の児童数は合計167名で各学年1学級と、難聴学級1学級である。

## 沿革
沿革
- 1873年（明治6年）
  - 5月 - 安養寺に開分舎（かいぶんしゃ）開設[5]。
  - 6月 - 一向寺に涵養舎（かんようしゃ）開設[5]
- 1878年（明治11年）10月6日 - 開分舎と修開舎（しゅうかいしゃ）と涵養舎を合併し、第一大学区第三九番中学区公立小学校宇都宮西校として設立[5]（後年この日を創立記念日とした）
- 1896年（明治29年） - 宇都宮市立宇都宮尋常小学西校に改称。
- 1910年（明治43年）4月1日 - 宇都宮市宇都宮西原尋常小学校開設し、学区分離。
- 1927年（昭和2年） - 宇都宮市尋常小学西校に改称。
- 1941年（昭和16年）3月31日 - 宇都宮市西国民学校に改称。
- 1945年（昭和20年）
  - 7月12日 - 空襲のため全校舎が焼失。
  - 9月3日 - 西原国民学校を借りて2部授業を開始。
- 1946年（昭和21年）6月 - 戦災復興計画により第1期工事（1棟）竣工。
- 1947年（昭和22年）4月1日 - 宇都宮市立西小学校に改称。
- 1951年（昭和26年）9月8日 - 校旗制定。
- 1958年（昭和33年）12月8日 - 創立80周年記念式典挙行し、給食室竣工。
- 1963年（昭和38年）
  - 4月26日 - 特殊学級新設。
  - 7月20日 - プール竣工。
- 1968年（昭和43年）10月5日 - 創立90周年記念式典挙行。
- 1970年（昭和45年）4月1日 - 特殊学級（難聴）新設。
- 1971年（昭和46年）3月31日 - 北校舎鉄筋4階建校舎（第1期工事）完成。
- 1972年（昭和47年）
  - 3月31日 - 南校舎鉄筋4階建校舎（第2期工事）完成。
  - 10月17日 - 屋内体育館と付属廊下（第3期工事）完成。
- 1978年（昭和53年）10月7日 - 創立100周年記念式典挙行。
- 1982年（昭和57年）3月30日 - 校庭整地し、排水工事を施工。
- 1987年（昭和62年）4月1日 - 特殊学級（言語障害）新設。
- 1989年（平成元年）2月22日 - 創立110周年記念式典を挙行する。
- 1991年（平成3年）12月10日 - 馬頭町立矢又小学校と姉妹校締結（交流開始）。
- 1993年（平成5年）9月17日 - パソコン11台設置。
- 1994年（平成6年）10月25日 - 南校舎屋上漏水防止、壁面改装、給水管更正の各工事完了。
- 1996年（平成8年）8月31日 - 北校舎屋上防水、教室天井・外壁補修、照明器具増設の各工事完了。
- 1998年（平成10年）10月3日 - 創立120周年記念式典挙行。
- 1999年（平成11年）12月9日 - 体育館屋根改修工事完了。
- 2000年（平成12年）
  - 7月25日 - 地域開放室シャッター取り付け工事完成。
  - 10月2日 - 受水槽設備更新工事完成。
- 2003年（平成15年）
  - 2月28日 - 南校舎荷物昇降機完成。
  - 11月24日 - 北校舎配膳室シャッター電動化工事完了。
- 2004年（平成16年）9月27日 - 給食室床セミドライ方式工事完了。
- 2005年（平成17年）10月5日 - 門扉改修工事完了（正門・北門・西門）。
- 2006年（平成18年）3月31日 - 体育器具庫完成、プール吸水管工事完了。
- 2007年（平成19年）
  - 8月17日 - 図書室雨漏り修理。
  - 8月28日 - 耐震工事予備調査完了
  - 10月14日 - 職員室・校長室・会議室・保健室の照明交換と外灯増設が完了。
- 2008年（平成20年）
  - 10月10日 - 創立130周年記念式典を挙行する。
  - 11月20日 - 耐震工事完了。
- 2009年（平成21年）9月24日 - 西みらいかんオープン。
- 2014年（平成26年）5月26日 - 体育館建替え工事開始。
- 2016年（平成28年）1月20日 - 体育館落成記念式典挙行。

## 通学区域
通学区域は以下の通りである。
- 宇都宮市
  - 池上町
  - 泉町（一部）
  - 一条1丁目
  - 一条2丁目
  - 一条3丁目（一部）
  - 一条4丁目（一部）
  - 江野町
  - 小幡1丁目（一部）
  - 小幡2丁目
  - 河原町（一部）
  - 清住2丁目（一部）
  - 清住3丁目（一部）
  - 材木町（一部）
  - 大寛1丁目（一部）
  - 大寛2丁目（一部）
  - 伝馬町
  - 西1丁目
  - 西2丁目（一部）
  - 西3丁目（一部）
  - 花房2丁目（一部）
  - 本町（一部）
  - 松が峰1丁目（一部）
  - 松が峰2丁目
  - 宮園町（一部）

## 進学先中学校
公立学校に進学する場合
- 宇都宮市立一条中学校

## アクセス
- 東武鉄道宇都宮線東武宇都宮駅西口から、二条通り（宇都宮市道）沿いの門まで、徒歩約220m・約4分（二条通り沿いの門から東武宇都宮駅まで直線距離では約100mほどだが、道路形状の関係で倍以上の距離となる）。